# Frans Marie Arij van de Rovaart
Frans Marie Arij van de Rovaart (Rotterdam, 2 juli 1889 – Amersfoort, 19 maart 1979) was een Nederlands politicus van de CHU.
Hij werd geboren als zoon van Hendrik van de Rovaart (1864-1937; koopman en scheikundige) en Albertine Cornelia Arends (1865-1920). Hij was werkzaam bij de gemeentesecretarie van Monster voor hij in 1921 werd  benoemd tot  burgemeester van Nieuw-Lekkerland. Van februari tot mei 1945 werd hij vervangen door een NSB'er maar daarna keerde Van de Rovaart terug in zijn oude functie. Hij ging in 1954 met pensioen en overleed in 1979 op 89-jarige leeftijd.